# Deidesheim
Deidesheim (Daisem in tedesco palatino) è una città di 3 724 abitanti della Renania-Palatinato, in Germania.

## Geografia fisica
Appartiene al circondario (Landkreis) di Bad Dürkheim (targa DÜW) ed è capoluogo della comunità amministrativa (Verbandsgemeinde) omonima.